# Santa Ana Progreso
Santa Ana Progreso är en ort i Mexiko.   Den ligger i kommunen San Andrés Cabecera Nueva och delstaten Oaxaca, i den sydöstra delen av landet, 300 km söder om huvudstaden Mexico City. Santa Ana Progreso ligger 1 159 meter över havet och antalet invånare är 207.
Terrängen runt Santa Ana Progreso är huvudsakligen kuperad, men västerut är den bergig. Runt Santa Ana Progreso är det ganska glesbefolkat, med 27 invånare per kvadratkilometer. Närmaste större samhälle är Santa María Zacatepec, 15,0 km sydväst om Santa Ana Progreso. I omgivningarna runt Santa Ana Progreso växer i huvudsak städsegrön lövskog.